# Hrvatski ronilački savez
Hrvatski ronilački savez (HRS) je hrvatska krovna organizacija za športove ronjenje na dah, plivanje perajama, podvodna orijentacija i podvodni hokej te natjecateljske djelatnosti podvodna fotografija i podvodne vještine. HRS je punopravni član Svjetske ronilačke konfederacije – Confédération Mondiale des Activités Subaquatiques (CMAS), AIDA International, Hrvatskog olimpijskog odbora (HOO) i Hrvatske zajednice tehničke kulture (HZTK).
Međunarodni naziv za Savez je Croatian Diving Federation.
Osnovan je 21. studenoga 1992. godine u Zagrebu, nakon raspada Saveza za športski ribolov na moru i podvodne aktivnosti Hrvatske utemeljenog 14. svibnja 1971. Nastavlja djelovanje i temelji svoje postojanje na osnovama Saveza sportskih ribolovaca Jadrana utemeljenog u Splitu 1953., koji je 1960. promijenio naziv u Savez za sportski ribolov na moru i podvodne aktivnosti SFR Jugoslavije te Saveza organizacija podvodnih djelatnosti Hrvatske utemeljenog 02. lipnja 1968. u Zagrebu. Prvo udruženje za podvodne djelatnosti u Hrvatskoj, a samim time i prvi ronilački klub osnovan je 1954. u Zagrebu pod nazivom Društvo za podvodne sportove Zagreb. To društvo preraslo je 1968. u Savez organizacija podvodnih djelatnosti Hrvatske. Taj Savez se 1992. podijelio na Hrvatski ronilački savez sa sjedištem u Zagrebu i Hrvatski savez za športski ribolov na moru sa sjedištem u Rijeci. U Statutu i ostalim temeljnim dokumentima je zapisano da je Hrvatski ronilački savez pravni slijednik bivšeg Saveza Jugoslavije i s tom činjenicom se smatra suosnivačem CMAS-a.
Hrvatski ronilački savez kao krovna organizacija ronilaštva u Hrvatskoj okuplja 150 klubova i 150 ronilačkih centara .

## Djelatnosti HRSa
- Športsko-natjecateljska djelatnost
- Tehnička kultura i van školski program
- Organizacija ronilačkih sajmova u suradnji s Hrvatskom turističkom zajednicom i Grupacijom ronilačkog turizma Hrvatske gospodarske komore
- Nadzor ronjenja i ronilačkih škola u suradnji s Ministarstvom prosvjete i športa
- Distribucija ronilačkih iskaznica temeljem "Pravilnika o obavljanju podvodnih aktivnosti" Ministarstva pomorstva prometa i veza
- Prodaja Dozvola za rekreacijsko športski ribolov na moru Ministarstva poljoprivrede i šumarstva
- Organizacija instruktorskih tečajeva, ronilačkih seminara i ekoloških akcija

## Ronjenje na dah

### Olimpijske igre
Šport je bio prisutan samo na prvim OI; Hrvatska nije imala predstavnika.

### Svjetske igre
Šport je prvi put bio na programu 2025.
|   | Roni-lac/teljica  |     | Zlato | Srebro | Bronca | Ukupno |
| - | ----------------- | --- | ----- | ------ | ------ | ------ |
| M | Vanja Peleš       | 1:L | 0     | 0      | 1      | 1      |
| Ž | Mirela Kardašević | 1:L | 0     | 0      | 1      | 1      |

### Svjetska prvenstva
Uključene i CMAS Igre – multišportsko natjecanje koje zamjenjuje CMAS Svjetsko prvenstvo u godini održavanja.
nepotpuni podaci

#### Pojedinačno
(nepotpuno)
| Medalje | Vremenske                     | Vremenske                     | Daljinske            | Daljinske            | Dubinske              | Dubinske              | Ukupno | CMAS | CMAS | AIDA | AIDA |
| ------- | ----------------------------- | ----------------------------- | -------------------- | -------------------- | --------------------- | --------------------- | ------ | ---- | ---- | ---- | ---- |
| Medalje | STA, SPE, END 8x50, END 16x50 | STA, SPE, END 8x50, END 16x50 | DNF, DYN, DYN BF, JB | DNF, DYN, DYN BF, JB | CNF, CWT, CWT BF, FIM | CNF, CWT, CWT BF, FIM | Ukupno | CMAS | CMAS | AIDA | AIDA |
| Medalje | M                             | Ž                             | M                    | Ž                    | M                     | Ž                     | Ukupno | M    | Ž    | M    | Ž    |
| Zlato   | /                             | /                             | /                    | /                    | /                     | /                     | 20+    |      |      |      |      |
| Srebro  | /                             | /                             | /                    | /                    | /                     | /                     | 15+    |      |      |      |      |
| Bronca  | /                             | /                             | /                    | /                    | /                     | /                     | 20+    |      |      |      |      |

| Legenda - osvojene medalje u federaciji: T – vremenske, L – daljinske, D – dubinske discipline - broj u zagradi označava broj različitih disciplina u kojima je roni-lac/teljica osvoji-o/la medalje ↔ označava roni-oce/teljice koj-i/e su medalje osvojil-i/e u obje federacije |

| #  |
| -- |
| 1  |
| 2  |
| 3  |
| 4  |
| 5  |
| 6  |
| 7  |
| 8  |
| 9  |
| 10 |
| 11 |
| 12 |
| 13 |

|   | Roni-lac/teljica        |       | Zlato | Srebro | Bronca | Ukupno |
| - | ----------------------- | ----- | ----- | ------ | ------ | ------ |
| M | Goran Čolak (6) ↔       | 3:TLD | 10    | 5      | 2      | 17     |
| Ž | Mirela Kardašević (4) ↔ | 2:LD  | 2     | 3      | 1      | 6      |
| Ž | Karla Fabrio (2) ↔      | 1:L   | 1     | 1      | 1      | 3      |
| M | David Čustić            | 1:L   | 1     | 1      | 0      | 2      |
| Ž | Lidija Lijić            | 1:L   | 1     | 1      | 0      | 2      |
| M | Petar Klovar (2) ↔      | 1:D   | 1     | 1      | 0      | 2      |
| M | Vanja Peleš ↔           | 1:L   | 1     | 0      | 1      | 2      |
| M | Vitomir Maričić ↔       | 2:LD  | 1     | 1      | 0      | 2      |
| M | Davor Franičević        | 1:L   | 0     | 1      | 1      | 2      |
| Ž | Katarina Zubčić ↔       | 1:L   | 0     | 0      | 1      | 1      |
| Ž | Dajana Zoretić ↔        | 1:L   | 0     | 0      | 1      | 1      |
| M | Marko Moretti           | 1:L   | 0     | 0      | 1      | 1      |
| Ž | Mihaela Romić           | 1:T   | 0     | 0      | 1      | 1      |
| M | Budimir Šobat           | 1:T   | 0     | 0      | 1      | 1      |
| Ž | Sanda Delija ↔          | 1:D   | 0     | 0      | 1      | 1      |

| #  |
| -- |
| 1  |
| 2  |
| 3  |
| 4  |
| 5  |
| 6  |
| 7  |
| 8  |
| 9  |
| 10 |
| 11 |
| 12 |
| 13 |

|   | Roni-lac/teljica        |       | Zlato | Srebro | Bronca | Ukupno |
| - | ----------------------- | ----- | ----- | ------ | ------ | ------ |
| M | Goran Čolak (6) ↔       | 3:TLD | 10    | 5      | 2      | 17     |
| Ž | Mirela Kardašević (4) ↔ | 2:LD  | 2     | 3      | 1      | 6      |
| Ž | Karla Fabrio (2) ↔      | 1:L   | 1     | 1      | 1      | 3      |
| M | David Čustić            | 1:L   | 1     | 1      | 0      | 2      |
| Ž | Lidija Lijić            | 1:L   | 1     | 1      | 0      | 2      |
| M | Petar Klovar (2) ↔      | 1:D   | 1     | 1      | 0      | 2      |
| M | Vanja Peleš ↔           | 1:L   | 1     | 0      | 1      | 2      |
| M | Vitomir Maričić ↔       | 2:LD  | 1     | 1      | 0      | 2      |
| M | Davor Franičević        | 1:L   | 0     | 1      | 1      | 2      |
| Ž | Katarina Zubčić ↔       | 1:L   | 0     | 0      | 1      | 1      |
| Ž | Dajana Zoretić ↔        | 1:L   | 0     | 0      | 1      | 1      |
| M | Marko Moretti           | 1:L   | 0     | 0      | 1      | 1      |
| Ž | Mihaela Romić           | 1:T   | 0     | 0      | 1      | 1      |
| M | Budimir Šobat           | 1:T   | 0     | 0      | 1      | 1      |
| Ž | Sanda Delija ↔          | 1:D   | 0     | 0      | 1      | 1      |

| # |
| - |
| 1 |
| 2 |
| 3 |
| 4 |
| 5 |
| 6 |
| 7 |
| 8 |

|   | Roni-lac/teljica      |       | Zlato | Srebro | Bronca | Ukupno |
| - | --------------------- | ----- | ----- | ------ | ------ | ------ |
| M | Goran Čolak (5) ↔     | 3:TLD | 7     | 3      | 1      | 11     |
| M | Petar Klovar (2) ↔    | 1:D   | 2     | 1      | 0      | 3      |
| M | Vitomir Maričić (2) ↔ | 2:LD  | 1     | 2      | 1      | 4      |
| Ž | Sanda Delija (2) ↔    | 1:D   | 1     | 0      | 1      | 2      |
| Ž | Katarina Zubčić ↔     | 1:L   | 0     | 1      | 1      | 2      |
| M | Vanja Peleš ↔         | 1:L   | 0     | 1      | 0      | 1      |
| Ž | Karla Fabrio ↔        | 1:L   | 0     | 0      | 2      | 2      |
| Ž | Mirela Kardašević ↔   | 1:L   | 0     | 0      | 2      | 2      |
| Ž | Dajana Zoretić ↔      | 1:L   | 0     | 0      | 2      | 2      |

| # |
| - |
| 1 |
| 2 |
| 3 |
| 4 |
| 5 |
| 6 |
| 7 |
| 8 |

|   | Roni-lac/teljica      |       | Zlato | Srebro | Bronca | Ukupno |
| - | --------------------- | ----- | ----- | ------ | ------ | ------ |
| M | Goran Čolak (5) ↔     | 3:TLD | 7     | 3      | 1      | 11     |
| M | Petar Klovar (2) ↔    | 1:D   | 2     | 1      | 0      | 3      |
| M | Vitomir Maričić (2) ↔ | 2:LD  | 1     | 2      | 1      | 4      |
| Ž | Sanda Delija (2) ↔    | 1:D   | 1     | 0      | 1      | 2      |
| Ž | Katarina Zubčić ↔     | 1:L   | 0     | 1      | 1      | 2      |
| M | Vanja Peleš ↔         | 1:L   | 0     | 1      | 0      | 1      |
| Ž | Karla Fabrio ↔        | 1:L   | 0     | 0      | 2      | 2      |
| Ž | Mirela Kardašević ↔   | 1:L   | 0     | 0      | 2      | 2      |
| Ž | Dajana Zoretić ↔      | 1:L   | 0     | 0      | 2      | 2      |

#### Ekipno – AIDA
Goran Čolak, Božidar Petani, Veljano Zanki (Z)
Najbolji rezultat ženske reprezentacije je 5. mjesto 2001.

## Plivanje perajama

### Svjetske igre
Najbolji rezultat je 7. mjesto Adrijana Omićevića 2017.

### Svjetsko prvenstvo
nakon 2022.
| Medalje | na površini   | na površini   | na površini   | na površini   | na površini | na površini | na površini | na površini | podvodno   | podvodno   | Ukupno |
| Medalje | Stereo-peraje | Stereo-peraje | Stereo-peraje | Stereo-peraje | Monoperaja  | Monoperaja  | Monoperaja  | Monoperaja  | Monoperaja | Monoperaja | Ukupno |
| ------- | ------------- | ------------- | ------------- | ------------- | ----------- | ----------- | ----------- | ----------- | ---------- | ---------- | ------ |
| Medalje | M             | Ž             | štafete       | štafete       | M1          | Ž1          | štafete     | štafete     | M2         | Ž2         | Ukupno |
| Medalje | M             | Ž             | M             | Ž             | M1          | Ž1          | M           | Ž           | M2         | Ž2         | Ukupno |
| Zlato   | 0             | /             | /             | /             | 1           | /           | /           | /           | /          | /          | 1      |
| Srebro  | 1             | /             | /             | /             | 1           | /           | /           | /           | /          | /          | 2      |
| Bronca  | 0             | /             | /             | /             | /           | 1           | /           | /           | /          | /          | 1      |

osvojene medalje: BF – stereo-peraje ; MF – monoperaja ; 2F – obje peraje
| Plivač(ica)     | Fin | Zlato | Srebro | Bronca | Ukupno |
| --------------- | --- | ----- | ------ | ------ | ------ |
| Filip Strikanac | MF  | 1     | 1      | 0      | 2      |
| Kristijan Tomić | BF  | 0     | 1      | 0      | 1      |
| Dora Bassi      | MF  | 0     | 0      | 1      | 1      |

### Svjetski kup
Prvu zlatnu medalju osvojio je 2016. godine Kristijan Tomić.
nepotpuni podaci
Pobjednici na barem jednom natjecanju.
Broj u zagradi označava broj različitih disciplina u kojima je plivač(ica) osvoji-o/la medalje.
bold – aktivni
██ pobjede u BF i MF
| Plivač(ica)     | Fin | Pobjede | Postolja |
| --------------- | --- | ------- | -------- |
| Kristijan Tomić | BF  | 1       |          |

### Mediteranske igre

#### na pijesku
Najbolji rezultat je 5. mjesto Dore Bassi 2015.

## Nacionalni rekordi

### Ronjenje na dah
11 – 5 – 2023

apsolutni rekordi – neovisni o tome jesu li ostvareni u slatkoj ili slanoj vodi

| WR                                                                     | Svjetski rekord – odnosi se na rezultate unutar organizacije                                  |
| MF                                                                     | monoperaja                                                                                    |
| BF                                                                     | stereo-peraje                                                                                 |
| Fw                                                                     | slatka voda – navodi se ako je nebazenski rekord ostvaren u slatkoj vodi, inače je slana voda |
|                                                                        | Natjecateljske discipline                                                                     |
| Tablični pregled razlika dubinskih disciplina može se pogledati ovdje. |                                                                                               |

| Discipline        | Discipline                                               | Discipline                                               | Discipline                                  | Organizacije              | Organizacije               | Organizacije          | Organizacije            | Organizacije             | Organizacije |
| ----------------- | -------------------------------------------------------- | -------------------------------------------------------- | ------------------------------------------- | ------------------------- | -------------------------- | --------------------- | ----------------------- | ------------------------ | ------------ |
| Discipline        | Discipline                                               | Discipline                                               | Discipline                                  | CMAS                      | CMAS                       | AIDA International    | AIDA International      | Guinness                 | Guinness     |
| Discipline        | Discipline                                               | Discipline                                               | Discipline                                  | M                         | Ž                          | M                     | Ž                       | M                        | Ž            |
|                   |                                                          |                                                          |                                             |                           |                            |                       |                         |                          |              |
| v r e m e n s k e | statična apnea / statika (STA)                           | statična apnea / statika (STA)                           | statična apnea / statika (STA)              | 9:58.66 * Goran Čolak     | 7:15 Mihaela Romić         | 9:45 * Goran Čolak    | 6:12 Mihaela Romić      | —                        | —            |
| v r e m e n s k e | statična apnea O2 (STA O2)                               | statična apnea O2 (STA O2)                               | statična apnea O2 (STA O2)                  | —                         | —                          | —                     | —                       | 29:03 WR Vitomir Maričić | n/a          |
| v r e m e n s k e | b a z e n (50 m)                                         | brzinska apnea 100 m (s perajama) (SPE)                  | brzinska apnea 100 m (s perajama) (SPE)     |                           |                            | —                     | —                       | —                        | —            |
| v r e m e n s k e | b a z e n (50 m)                                         | izdržljivost 400 m (s perajama) (END 8x50)               | izdržljivost 400 m (s perajama) (END 8x50)  |                           |                            | —                     | —                       | —                        | —            |
| v r e m e n s k e | b a z e n (50 m)                                         | izdržljivost 800 m (s perajama) (END 16x50)              | izdržljivost 800 m (s perajama) (END 16x50) |                           |                            | —                     | —                       | —                        | —            |
|                   | b a z e n (50 m)                                         |                                                          |                                             |                           |                            |                       |                         |                          |              |
| d a lj i n s k e  | b a z e n (50 m)                                         | dinamika bez peraja (DNF)                                | 50 m                                        | 226 m Vanja Peleš         | 201 m Mirela Kardašević    | 240 m Vitomir Maričić | 175 m Katarina Zubčić   | —                        | —            |
| d a lj i n s k e  | b a z e n (50 m)                                         | dinamika bez peraja (DNF)                                | 25 m                                        | 202 m WR Vitomir Maričić  | 175 m Katarina Zubčić      | —                     | —                       | —                        | —            |
| d a lj i n s k e  | b a z e n (50 m)                                         | dinamika sa stereo perajama (DYN BF, DYNB)               | dinamika sa stereo perajama (DYN BF, DYNB)  | 292.15 m WR Goran Čolak   | 250 m WR Mirela Kardašević | 250 m Vitomir Maričić | 208 m Mirela Kardašević | —                        | —            |
| d a lj i n s k e  | b a z e n (50 m)                                         | dinamika (s perajama) (DYN)                              | dinamika (s perajama) (DYN)                 | 288 m Goran Čolak         | 275 m WR Mirela Kardašević | 281 m Goran Čolak     | 230 m Mirela Kardašević | —                        | —            |
| d a lj i n s k e  | o t v o r d e n e                                        | dinamika (s perajama)                                    | MF                                          |                           |                            | —                     | —                       | —                        | —            |
| d a lj i n s k e  | o t v o r d e n e                                        | dinamika (s perajama)                                    | BF                                          |                           |                            | —                     | —                       | —                        | —            |
| d a lj i n s k e  | o t v o r d e n e                                        | jump blue / the cube (s perajama) (JB)                   | jump blue / the cube (s perajama) (JB)      | 175 m Veljano Zanki       | 171.23 m Lidija Lijić      | —                     | —                       | —                        | —            |
| d a lj i n s k e  | l p e o d o m                                            | dinamika bez peraja (DNF under ice)                      | dinamika bez peraja (DNF under ice)         |                           |                            | —                     | —                       |                          |              |
| d a lj i n s k e  | l p e o d o m                                            | dinamika (s perajama) (DYN under ice)                    | dinamika (s perajama) (DYN under ice)       |                           | 125 m WR Valentina Cafolla | —                     | —                       |                          |              |
|                   |                                                          |                                                          |                                             |                           |                            |                       |                         |                          |              |
| d u b i n s k e   |                                                          |                                                          |                                             |                           |                            |                       |                         |                          |              |
| o t v o r d e n e | konstantno opterećenje bez peraja (CNF)                  | konstantno opterećenje bez peraja (CNF)                  | 92 m WR Petar Klovar                        | 75 m WR Mirela Kardašević | 95 m Petar Klovar          | 71 m Sanda Delija     | —                       | —                        |              |
| o t v o r d e n e | konstantno opterećenje sa stereo perajama (CWT BF, CWTB) | konstantno opterećenje sa stereo perajama (CWT BF, CWTB) | 105 m Goran Čolak                           | 71 m Mihaela Romić        | 97 m Vitomir Maričić       | 70 m Sanda Delija     | —                       | —                        |              |
| o t v o r d e n e | konstantno opterećenje (s perajama) (CWT)                | konstantno opterećenje (s perajama) (CWT)                | 113 m Goran Čolak                           | 70 m Mihaela Romić        | 115 m Goran Čolak          | 65 m Sanda Delija     | —                       | —                        |              |
| o t v o r d e n e | slobodno poniranje (bez peraja) (FIM)                    | slobodno poniranje (bez peraja) (FIM)                    | 132 m WR Petar Klovar                       | 81 m Sanda Delija         | 135 m WR Petar Klovar      | 80 m Sanda Delija     | —                       | —                        |              |
| o t v o r d e n e | promjenjivo opterećenje bez peraja (VNF)                 | promjenjivo opterećenje bez peraja (VNF)                 |                                             |                           | —                          | —                     | —                       | —                        |              |
| o t v o r d e n e | promjenjivo opterećenje (s perajama) (VWT)               | promjenjivo opterećenje (s perajama) (VWT)               |                                             |                           | 80 m Veljano Zanki         | 43 m Vedrana Vidović  | —                       | —                        |              |
| o t v o r d e n e | bez ograničenja (NLT)                                    | bez ograničenja (NLT)                                    | —                                           | —                         | 110 m Veljano Zanki        | 43 m Vedrana Vidović  | —                       | —                        |              |
| o t v o r d e n e | skandalopetra                                            | skandalopetra                                            |                                             |                           | —                          | —                     | —                       | —                        |              |
| l p e o d o m     | (NLT under ice)                                          | (NLT under ice)                                          |                                             |                           | —                          | —                     |                         |                          |              |

AIDA ekipno: 840.6 bodova WR (Goran Čolak, Božidar Petani, Veljano Zanki)

* U statici Goran Čolak ima rezultate 11:6.14 i 10:19 ostvarene na 12., odnosno 11. Fazza Freediving Competition u Dubaiju koje se odvija pod posebnim pravilima.

### Plivanje perajama
27 – 02 – 2022 
izvor:
| WR     | Svjetski rekord                                                                           |
| ER     | Europski rekord                                                                           |
|        | Discipline na SP-u                                                                        |
| Italic | rezultati lošiji od pripadnih svjetskih rekorda slobodnim stilom u 50 m i/ili 25 m bazenu |
|        | rezultati koji nisu niti u istoj minuti s WR                                              |

| Disciplina          | Disciplina          | Disciplina                        | Disciplina | 50-metarski bazen        | 50-metarski bazen   | 25-metarski bazen | 25-metarski bazen | Daljinsko plivanje Otvorene vode | Daljinsko plivanje Otvorene vode | Daljinsko plivanje Otvorene vode |
| ------------------- | ------------------- | --------------------------------- | ---------- | ------------------------ | ------------------- | ----------------- | ----------------- | -------------------------------- | -------------------------------- | -------------------------------- |
| ÷                   | peraje              | tehnika                           | daljina    | muškarci                 | žene                | muškarci          | žene              | daljina                          | muškarci                         | žene                             |
|                     |                     |                                   |            |                          |                     |                   |                   |                                  |                                  |                                  |
| n a p o v r š i n i | s t e r e o         | bi-fins / stereo-peraje (BF)      | 50 m       | 18.79 Kristijan Tomić    | 22.64 Vedrana Deren | n/a               | n/a               |                                  |                                  |                                  |
| n a p o v r š i n i | s t e r e o         | bi-fins / stereo-peraje (BF)      | 100 m      | 42.55 Adrijan Omićević   | 49.96 Dora Bassi    | n/a               | n/a               |                                  |                                  |                                  |
| n a p o v r š i n i | s t e r e o         | bi-fins / stereo-peraje (BF)      | 200 m      | 1:38.00 Adrijan Omićević | 1:51.51 Dora Bassi  | n/a               | n/a               |                                  |                                  |                                  |
| n a p o v r š i n i | s t e r e o         | bi-fins / stereo-peraje (BF)      | 400 m      | 3:40.61 Vid Stipković    | 4:02.82 Dora Bassi  | n/a               | n/a               |                                  |                                  |                                  |
| n a p o v r š i n i | s t e r e o         | bi-fins / stereo-peraje (BF)      | 4 x 50 m   | 1:21.78                  | 1:33.18             | n/a               | n/a               |                                  |                                  |                                  |
| n a p o v r š i n i | s t e r e o         | bi-fins / stereo-peraje (BF)      | 4 x 100 m  | 3:08.65                  | 3:30.64             | n/a               | n/a               |                                  |                                  |                                  |
| n a p o v r š i n i | s t e r e o         | bi-fins / stereo-peraje (BF)      | 4 x 200 m  |                          |                     | n/a               | n/a               |                                  |                                  |                                  |
| n a p o v r š i n i | s t e r e o         | bi-fins / stereo-peraje (BF)      | 4 x 100 m  | 3:12.46                  | 3:12.46             | n/a               | n/a               |                                  |                                  |                                  |
| n a p o v r š i n i |                     |                                   |            |                          |                     |                   |                   |                                  |                                  |                                  |
| n a p o v r š i n i | m o n o p e r a j a | plivanje perajama (PP / engl. SF) | 50 m       | 15.45 Filip Strikinac    | 17.74 Dora Bassi    | n/a               | n/a               | 6km                              | n/a                              | n/a                              |
| n a p o v r š i n i | m o n o p e r a j a | plivanje perajama (PP / engl. SF) | 100 m      | 35.00 Filip Strikinac    | 39.87 Dora Bassi    | n/a               | n/a               |                                  |                                  |                                  |
| n a p o v r š i n i | m o n o p e r a j a | plivanje perajama (PP / engl. SF) | 200 m      | 1:27.24 Vid Stipković    | 1:30.28 Dora Bassi  | n/a               | n/a               |                                  |                                  |                                  |
| n a p o v r š i n i | m o n o p e r a j a | plivanje perajama (PP / engl. SF) | 400 m      | 3:13.63 Vid Stipković    | 3:21.61 Dora Bassi  | n/a               | n/a               |                                  |                                  |                                  |
| n a p o v r š i n i | m o n o p e r a j a | plivanje perajama (PP / engl. SF) | 800 m      | 6:52.81 Vid Stipković    | 7:06.27 Dora Bassi  | n/a               | n/a               |                                  |                                  |                                  |
| n a p o v r š i n i | m o n o p e r a j a | plivanje perajama (PP / engl. SF) | 1500 m     | 13:38.50 Vid Stipković   | 13:54.16 Dora Bassi | n/a               | n/a               |                                  |                                  |                                  |
| n a p o v r š i n i | m o n o p e r a j a | plivanje perajama (PP / engl. SF) | 4 x 50 m   | 1:12.70                  | 1:24.43             | n/a               | n/a               |                                  |                                  |                                  |
| n a p o v r š i n i | m o n o p e r a j a | plivanje perajama (PP / engl. SF) | 4 x 100 m  | 2:39.22                  | 2:57.99             | n/a               | n/a               |                                  |                                  |                                  |
| n a p o v r š i n i | m o n o p e r a j a | plivanje perajama (PP / engl. SF) | 4 x 200 m  | 6:23.00                  | 6:56.34             | n/a               | n/a               |                                  |                                  |                                  |
| n a p o v r š i n i | m o n o p e r a j a | plivanje perajama (PP / engl. SF) | 4 x 50 m   | 1:08.68                  | 1:08.68             | n/a               | n/a               |                                  |                                  |                                  |
|                     | m o n o p e r a j a |                                   |            |                          |                     |                   |                   |                                  |                                  |                                  |
| p o d v o d n o     | m o n o p e r a j a | apnea (AP)                        | 50 m       | 14.82 Filip Strikinac    | 16.46 Dora Bassi    | n/a               | n/a               | —                                | —                                | —                                |
| p o d v o d n o     | m o n o p e r a j a |                                   |            |                          |                     |                   |                   |                                  |                                  |                                  |
| p o d v o d n o     | m o n o p e r a j a | brzinsko ronjenje (BR / engl. IM) | 100 m      | 34.36 Filip Strikinac    | 39.09 Dora Bassi    | n/a               | n/a               | 1000 m                           | n/a                              | n/a                              |
| p o d v o d n o     | m o n o p e r a j a | brzinsko ronjenje (BR / engl. IM) | 200 m      |                          |                     | n/a               | n/a               | 1000 m                           | n/a                              | n/a                              |
| p o d v o d n o     | m o n o p e r a j a | brzinsko ronjenje (BR / engl. IM) | 400 m      | 3:09.83 Robert Čupev     | 3:34.22 Lada Jakus  | n/a               | n/a               | 1000 m                           | n/a                              | n/a                              |
| p o d v o d n o     | m o n o p e r a j a | brzinsko ronjenje (BR / engl. IM) | 800 m      | 6:37.32 Robert Čupev     | 7:36.87 Lada Jakus  | n/a               | n/a               | 1000 m                           | n/a                              | n/a                              |

Napomena: Svi pojedinačni državni rekordi žena u monoperaji bolji su od pripadnih svjetskih rekorda muškaraca slobodnim stilom u 50 m i 25 m bazenu, dok su svi štafetni rekordi u monoperaji bolji od pripadnih svjetskih rekorda u 50 m i 25 m bazenu.
Najstariji pojedinačni bazenski rekordi
stereo-peraje
50 m i 100 m Vedrana Deren 2012.
monoperaja
800 m BR Robert Čupev 2005.

## Svjetski rekorderi

### Ronjenje na dah
nepotpuna lista

Legenda:
25 m ili OW - kod bazenskih (daljinskih) disciplina označava da je rekord ostvaren u 25 m bazenu, odnosno u otvorenim vodama; inače u standardnom 50 m bazenu
FW – označava (osim za statiku) da je nebazenski rekord ostvaren u slatkoj vodi; inače u slanoj vodi

AWR (Apsolutni WR) – najbolji rezultat u disciplini gledajući WR-ove ostvarene u toj disciplini u svim organizacijama; ako se disciplina održava samo pod jednom organizacijom to je također apsolutni rekord
= označava izjednačavanje WR-a
rezultat označava rezultate koji su dosuđeni i odrađeni, sportska komisija priznala kao rezultat, ali ne i WR zbog nepostojanja WADA kontrole što je uvjet za registraciju rekorda 
Nap.: Ako je rekord priznat samo od strane Guinnessa onda se kao takav vodi u tablici, ali ako je još priznat i od jedne od ronilačkih federacija onda se vodi samo kao rekord pod tom federacijom, jer Guinness "nasljeđuje" rekorde.
| Roni-lac/teljica | Roni-lac/teljica  | AWR | Σ   | vremenske | daljinske | dubinske | bazen i otvorene vode | pod ledom | Organizacije | Organizacije | Organizacije | Discipline |
|                  |                   | AWR | Σ   | vremenske | daljinske | dubinske | bazen i otvorene vode | pod ledom | CMAS         | AIDA         | Guinness     | Discipline |
| ---------------- | ----------------- | --- | --- | --------- | --------- | -------- | --------------------- | --------- | ------------ | ------------ | ------------ | --- |
| Ž                | Valentina Cafolla |     | 4x  | —         | 4x        | —        | —                     | 4x        | 4x           | —            | —            | CMAS: DYN pod ledom u odijelu (111 m, 125 m, 140 m), DYN BF pod ledom u odijelu (80 m) |
| M                | Kristijan Curavić |     | ?x  | —         | —         |          | —                     |           |              | —            |              | ronjenje pod ledom u dubinu (47 m, 50 m, 51 m) |
| M                | Goran Čolak       | 6x  | ?x  | 2x        | ?x        | 2x       | ?x                    | —         | 10x          | ?x           | 2x           | CMAS: DNF (205.97 m), DYN (189.48 m, 244.33 m, 248.52 m, 250 m, =250 m, 288.23 m), DYN BF (229.8 m, 244 m, 256.9 m, 292.15 m), CNF (83 m), CWT (110 m) AIDA: DNF (225 m), DYN (273 m, 281 m) Guinness: STA O2 (22:30, 23:01) |
| M                | David Čustić      | 1x  | 1x  | —         | 1x        | —        | 1x                    | —         | 1x           | —            | —            | CMAS: DYN BF (258 m) |
| Ž                | Karla Fabrio      |     | 4x  | —         | 4x        | —        | 4x                    | —         | 4x           | —            | —            | CMAS: DYN (160.44 m, 196.3 m), JB (130.1 m, 140 m) |
| Ž                | Sanda Delija      |     | 1x  | —         | 1x        | —        | 1x                    | —         | 1x           | —            | —            | FIM (98 m, 103 m) FIM pod ledom (55 m) |
| M                | Davor Franičević  |     |     | —         | 1x        | —        | 1x                    | —         | 1x           | —            | —            | CMAS: DYN (228.11 m) |
| Ž                | Mirela Kardašević | 2x  | 11x | —         | 2x        | 1x       | 3x                    | —         | 3x           | —            | —            | CMAS: DNF (179 m, 200 m, 206 m), DYN BF (209 m, 226 m, 230 m, 232 m ?, 251.2 m*, 250m), DYN (256 m, 272.7 m*, 275m, 282 m, 284 m), DYN 25 m (230.5 m), CNF (=65 m, 75m) AIDA: DYN BF (208 m, 244 m)                          |
| M                | Petar Klovar      |     | 1x  | —         | —         | 1x       | 1x                    | —         | 1x           | —            | —            | CMAS: CNF (92m, 94m), FIM (132m) AIDA: FIM (135m) |
| Ž                | Lidija Lijić      |     | ?x  | —         |           | —        | ?x                    | ?x        | 1x           | 1x           |              | CMAS: JB (142.16 m) AIDA: DYN BF (186 m) Guinness: DYN pod ledom (123 m) |
| M                | Mike Maric        | 1x  | 1x  | —         | 1x        | —        | 1x                    | —         | 1x           | —            | —            | CMAS: JB (120 m) |
| M                | Vitomir Maričić   |     | ?x  | —         |           | —        |                       | —         | —            | —            | —            | CMAS: DNF (210 m), DNF 25 m (202 m), DYN BF (265 m) AIDA: DYN BF (234 m) Guinness: STA O2 (29:03) FIM pod ledom (62 m) |
| M                | Boris Milošić     |     | ?x  | —         |           | —        |                       | —         | —            | —            | —            | AIDA: DYN BF (=234 m) |
| M                | Vanja Peleš       | 1x  | 1x  | —         | 1x        | —        | 1x                    | —         | 1x           | —            | —            | CMAS: DNF 25 m (215 m, 220.7 m) |
| M                | Budimir Šobat     | 1x  | 1x  | —         |           | —        | —                     | —         | —            | —            | 1x           | Guinness: STA O2 (24:11) |
| Ž                | Katarina Zubčić   |     | ?x  | —         |           | —        |                       | —         | 1x           | 1x           | —            | CMAS: DNF 25 m (175 m), DYN (216.9 m) AIDA: DNF (175 m) |

* Hrvatski ronilački savez napravio je namjerne proceduralne propuste te rekordi nisu službeno priznati; šteta je nanesena i poljskom roniocu Mateuszu Malini koji je također postavio svjetski rekord na tom natjecanju, ali koji zbog navedenog također nije priznat.
Giuliana Treleani je svjetska rekorderka rođena u Velom Lošinju, a nastupala za Italiju
Specifični rekordi
Ekipno
Goran Čolak, Božidar Petani, Veljano Zanki (AIDA ekipno: 840.6 bodova)
Tandem
Lidija Lijić i Vitomir Maričić (Guinness; ronjenje na dah pod ledom u tandemu s perajama u daljinu (50 m))

### Plivanje perajama
Nap: Najbolji rezultati u 25 m bazenu za sada se vode kao BWT (Najbolje svjetsko vrijeme).
| Plivač(ica) | Plivač(ica) | Σ  | Pojedinačno | Pojedinačno | Pojedinačno | Pojedinačno   | Pojedinačno | Pojedinačno | 4x | Discipline |
|             |             | Σ  | 50 m        | 25 m        | mono peraja | stereo peraje | NPV         | PV          | 4x | Discipline |
| ----------- | ----------- | -- | ----------- | ----------- | ----------- | ------------- | ----------- | ----------- | -- | ---------- |
| M/Ž         | [[]]        | 0x | —           | 0x          |             |               | 0x          | —           | —  |            |

## Ostalo
Francuski ronilac Frederic Swierczynski je u svibnju 2017. zaronio do dna Crvenog jezera i tako postao prvi ronilac kojem je to uspjelo.
Najstariji ronilački klub u Hrvatskoj je DPS Zagreb, osnovan 16. lipnja 1954.
Na natjecanju u dubinskom ronjenju Adriatic Freediving Trophy održanom u rujnu 2020.  u kanalu Krušija sve discipline bile su verificirane prema AIDA i CMAS federacijama. Te dvije federacije do tada nikada nisu bile istovremeno nadležne za isti zaron te je ovo povijesno ostvarenje ujedinjavanja ronjenja na dah.
Mirela Kardašević je prva žena u povijesti koja je osvojila zlatnu medalju i postavila novi svjetski rekord na dubinskom i bazenskom svjetskom prvenstvu (rujan 2022.).
Svjetska prvenstva u Hrvatskoj
- 1. Svjetsko prvenstvo u podvodnoj orijentaciji održano je 1973. na Omladinskom jezeru kraj Lokava u Gorskome kotaru.[3]

Ronjenje na dah
Federiko Tanfara je davnih godina ronilaštva u običnom ronilačkom odijelu zaronio na dubinu od 104 metra, o čemu su tada pisale i svjetske novine.
Prvi hrvatski rekord u ronjenju na dah u dubinu postavila je Melita Adany 1998. (CWT, 40 m).
Kada je Petar Klovar postavio svjetski rekord od 132 m u FIM-u 2022., postao je natjecatelj s najvećom dubinom u povijesti, ne samo u svojoj disciplini nego svim natjecateljskim disciplinama (CNF, CWT, CWT BF, FIM) svih ronilačkih federacija.
Prvi hrvatski ronilac na dah 
- koji je zaronio na dubinu od 100 m je Veljano Zanki (101 m u disciplini No limit, listopad 2008.).
- koji je preronio 200 m u jednoj od disciplina dinamike je Goran Čolak (209.1 m u disciplini DYN u 50 m bazenu, listopad 2008.).
- koji je preronio 200 m u DNF je Goran Čolak (listopad 2010.)

- koji je preronio 200 m i u DYN i u DYN BF i u DNF je Goran Čolak (travanj 2017.).
- koji je ostvario vrijeme dulje od 10 minuta u STA na nekom službenom natjecanju je Goran Čolak (11. Fazza freediving natjecanje: 10:07, ožujak 2017.).
- koji je postavio svjetske rekorde u barem jednoj vremenskoj, daljinskoj/bazenskoj i dubinskoj disciplini je Goran Čolak (STA O2 Guinness 2013., DYN CMAS 2007., CWT CMAS 2015.)
- koji je osvojio (zlatne) medalje na svjetskom prvenstvu u barem jednoj vremenskoj, daljinskoj/bazenskoj i dubinskoj disciplini je Goran Čolak
- koji je preronio 250 m u DYN BF je Goran Čolak (lipanj 2018.)
- koji je zaronio na dubinu od 100 m u CWT BF je Goran Čolak (CMAS, ). ?
- koji je zaronio na dubinu od 100 m u CWT je Goran Čolak (). ?
- koji je zaronio na dubinu od 100 m u FIM je Petar Klovar (AIDA, studeni 2020.)
- koji je zaronio na dubinu od 100 m u CNF

Prva hrvatska roniteljica na dah
- koja je zaronila na dubinu od 50 m su Karla Fabrio (FIM 57 m, CWT 61 m) i Vedrana Vidović (CWT 55 m) (na isti dan lipanj 2008.)
- koja je preronila 200 m u jednoj od disciplina dinamike je Dajana Zoretić (200 m u disciplini DYN u 50 m bazenu, listopad 2011.).
- koja je preronila 200 m u DNF je Mirela Kardašević (studeni 2020.) – tek druga žena u povijesti i prva po CMAS federaciji.
- koja je preronila 200 m i u DYN i u DYN BF i u DNF je Mirela Kardašević (studeni 2020.).
- koja je zaronila na dubinu od 100 m je Sandra Delija (FIM 103 m - bio je to svjetski rekord, svibanj 2025.).

Goran Čolak je prvi u povijesti ronjenja na dah osvojio četiri odličja na europskome prvenstvu (Cagliari 2017., CMAS).
Mirela Kardašević je 2021. postava prva žena u povijesti koja je osvojila medalju i na bazenskom i na dubinskom Svjetskom prvenstvu.
Betablokatorima (doping u ronjenju na dah; produljuju svaki vid apneje reduciranjem srčanog ritma, tlaka i minutnog volumena srca) je moguće produljiti statiku za do 20%.
| Dubinske discipline – klub 100 m                                                        |
| --------------------------------------------------------------------------------------- |
| (barem jedna disciplina; CNF dodatno označeni) 12-2017 M: Goran Čolak, Veljano Zanki Ž: |

| Dinamika – klub 300 m/200 m |
| --- |
| (DYN: muškarci 300 m, žene 200 m; DNF: 200 m) 12-2017 M: Goran Čolak (DNF), David Čustić (DNF), Vanja Peleš (DNF) Ž: Karla Fabrio (DYN), Lidija Lijić (DYN), Dajana Zoretić (DYN), Katarina Zubčić (DYN) |

| Statika – klub 8 min                                                            |
| ------------------------------------------------------------------------------- |
| (manje od 50 ljudi u svijetu) 12-2017 M: Goran Čolak, Veljano Zanki, Ivan Žižić |

Plivanje perajama
Prvo službeno natjecanje u plivanju perajama i brzinskom ronjenju u organizaciji HRS-a u samostalnoj Hrvatskoj održano je 1993. godine.
Prvo finale na SP-u je uspjeh Vedrane Deren 2011. (stereo-peraje). Prvo muško finale na SP-u je finale Adrijana Omićevića 2016.; dva dana kasnije u finale se plasirao i Kristijan Tomić (oba stereo-peraje). Prva medalja na svjetskim i europskim prvenstvima je medalja Kristijana Tomića na SP-u 2016.
Prvi predstavnik u plivanju perajama na Svjetskim igrama bio je Adrijan Omićević 2017. te je na istim Igrama ostvario i prvi ulazak u finale. Pravo nastupa na istim Igrama imao je i Kristijan Tomić, ali nije nastupio.

## Kontroverze
Hrvatski reprezentativci u ronjenju na dah Vanja Peleš, Budimir Šobat, Mirela Kardašević, Enes Ćerimagić, Ivana Aljinović, Hrvoje Škorić, Boris Milošić i Jakov Peljušić potpisnici su otvorenog protestnog pisma javnosti u kojem su iznijeli detalje o nestručnom i korumpiranom radu vodstva saveza na čelu s predsjednikom (Kamilo Čuljak) i izbornikom reprezentacije (Valentino Rajković), a koje Hrvatska Vlada i HOO nagrađuju kao zaslužne za uspjehe reprezentacije.

### Međunarodna natjecanja u Hrvatskoj
- Plivački mini maraton perajama Fratarski otok – Bunarina (od 1975.), Memorijal Elvino Pliško (od 2003.)[69]
- Sisački plivački maraton
- Natjecanje u plivanju perajama 'Drava' (od 1992.)[70]

## Vanjske poveznice
- Hrvatski ronilački savez
- Podvodni.hr
- Hrvatski ronilački savez Hrvatska tehnička enciklopedija, portal hrvatske tehničke baštine. LZMK